# Media Sharing
Media Sharing (oder Content Sharing) beschreibt das Teilen (sharen) von Medien über digitale Kanäle. Dabei werden oft Social Media, Foren oder Communitys in den Sharing-Prozess mit eingebunden. Media Sharing ist eine Form der sozialen Interaktion im Internet, bei der Menschen persönlich Bekannten, Teilnehmern einer Community oder fremden Nutzern Medien jeder Art zukommen oder sie daran teilhaben lassen.

## Zweck
Media Sharing ist eine Form, Medien mit anderen Menschen zu teilen. Ermöglicht wird dies über Kanäle und Plattformen, die es den Benutzern erlauben, sich gegenseitig Links, Vorschaubilder oder ganze Dateien bezahlt oder unentgeltlich zukommen zu lassen. Media Sharing ist eine Komponente der sozialen Medien. Es kann privat – über Sharing-Seiten oder per E-Mail – bzw. öffentlich – über soziale Netzwerke wie Facebook und Youtube oder Hosting-Seiten geschehen. Beim öffentlichen Media Sharing wird dieses oft durch die Möglichkeit, Dateien zu kommentieren, von vielen Menschen diskutiert.
Media Sharing ist eine treibende Kraft sozialer Netzwerke, wie zum Beispiel YouTube oder 9GAG, deren einziger Zweck der Austausch und die Diskussion von Videos bzw. Cartoons / Sketchen sind.

## Kanäle

### Social Networks
In sozialen Netzwerken wie Facebook oder LinkedIn wird das Media-Sharing in großem Maße dazu genutzt, sich miteinander auszutauschen und die Bindung zwischen Personen zu erhöhen. So entspricht das Abschicken einer Statusmeldung ebenfalls einer Form des Media Sharings wie auch das Posten oder Teilen (sharen) eines Links (Video, Bild, Blog etc.). Seit 2011 besitzt Facebook auch die Möglichkeit, Dateien von Person zu Person über ein in das Nachrichtensystem integriertes Anhangsystem zu teilen.

### Cloud
Dienste wie Dropbox oder Google Docs ermöglichen es mithilfe von Clouddiensten, Medien mit ausgewählten Personengruppen zu teilen. Hierbei werden Dateien direkt in der Cloud erstellt (Google Docs) oder nach dem Erstellen in die Cloud geladen (Dropbox). Typischerweise können die Dateien erst dann von anderen Nutzern eingesehen werden, wenn der Ersteller sie speziell für diese Personen freigegeben hat. Dies wird meistens über eine E-Mail-Adresse oder ein Benutzerkonto geregelt.

### Media Sharing Sites
Media Sharing Sites sind Seiten, deren einziger Zweck der Austausch von Medien ist. Seiten wie Youtube sind Plattformen, auf denen Videos einer unbegrenzten Anzahl von Menschen angeboten werden. Diese Seiten sind oft mit einer Kommentarfunktion ausgestattet, welche die Diskussion der geteilten Inhalte ermöglicht. Während Youtube den Download prinzipiell nicht ermöglicht und dies nur über Third Party Tools ermöglicht, verwenden andere Seiten wie Fotolia oder DeviantART Wasserzeichen, um die öffentlich dargestellten Inhalte vor illegalem Herunterladen zu schützen.

### Wikis und Portale
Ein Wiki ist eine Site, die von den Lesern bearbeitet werden kann. Die Inhalte solcher Wikis sind von Betreiber zu Betreiber unterschiedlich. Neben den „ernsthaften“ Wikis wie Wikipedia, in denen strenge Regulierungen vorliegen, gibt es eine Vielzahl von Fans erstellten Wikis zu Subthemen, welche einfacher zu bearbeiten sind.
Ein Portal wird wie auch ein Wiki über ein Content-Management-System gesteuert und bietet entweder direkten oder indirekten Zugang zu geteiltem Inhalt über Links.

## Formen

### Social Sharing
Das Social Sharing findet über soziale Netzwerke und Media Sharing Sites statt. Diese Form des Media Sharings funktioniert meistens über Sharing-Buttons, bei denen die Möglichkeit gegeben wird, die aufgerufene Seite per URL direkt auf die zum Sharing-Button gehörende Seite zu verlinken. Meistens wird im selben Fenster sofort auch die Möglichkeit gegeben, den geteilten Inhalt zu kommentieren und zu liken. Der Sharing-Button erleichtert so das Teilen von Medien auf gängigen Netzwerken wie Facebook oder Twitter.

### Information-Sharing
Unter Information-Sharing versteht man den Austausch von Informationen in Form von Dateien und Dokumenten zwischen Personen. Dies geschieht auch im Rahmen computergestützter Gruppenarbeit. Information-Sharing-Systeme werden gestützt durch:
- Dokumentenmanagementsysteme: Hier werden Informationen erfasst, verwaltet und wiederauffindbar gemacht. Da in solchen Systemen mehrere Benutzer an einem Dokument arbeiten können, ist ein Versionierungssystem empfehlenswert, damit keine Änderungen verloren gehen und die Änderungen nachvollziehbar und transparent bleiben.[6]
- Recherchesysteme: Unterstützen beim Auffinden von gesammelten Daten aus Quellen in einem Programm[7]
- Portale: Bezeichnet einen zentralen Punkt, der Zugang zu einem Informationsangebot gewährt. Im Internet sind Portale zentrale Websites, die auf andere Seiten verweisen.[8]

## Technik

### Webserver
Wie alle Websites werden auch Clouddienste und soziale Netzwerke mithilfe von Webservern betrieben. Diese Server sind eine Kombination aus Hard- und Software, auf denen die Daten, die zum Aufbau der Website benötigt sind, gespeichert werden. Mithilfe einer URL (Uniform Ressource Locator) ist es dem Browser möglich, einen Server direkt anzusprechen und die Daten der Website anzufordern, welche dann auf dem Computer des Nutzers angezeigt wird.

### Peer-to-Peer
Die meisten File-Sharing-Angebote basieren auf Peer-to-Peer-Netzwerken. Hierbei ist eine Clientsoftware vonnöten, welche nach Peers, also anderen Computern sucht, was es sehr einfach macht, einem Netzwerk beizutreten. Benötigt werden eine Internetverbindung und eine Peer-to-Peer-Software. Ein prominentes Beispiel für Peer-to-Peer-Software ist BitTorrent.

## Rechtliche Situation
Im Zusammenhang mit Filesharing-Debatten und Raubkopien wird Media-Sharing schnell in rechtliche Grauzonen oder sogar illegale Bereich gedrängt. Das Problem entsteht, wenn Nutzer urheberrechtlich geschütztes Material unbegrenzten Mengen an anderen Nutzern zugänglich machen bzw. ein Anbieter mit dem Weiterverbreiten dieser Materialien Geld verdient. Da jedoch das Bereitstellen einer Plattform zum Media-Sharing nicht illegal ist, befinden sich die meisten Anbieter in einer rechtlichen Grauzone. Es besteht weiterhin rechtlicher Klärungsbedarf, wer und inwieweit er für die hochgeladenen Inhalte verantwortlich ist.
Ein prominentes Beispiel war die Razzia gegen den Share-Hoster Megaupload im Januar 2012. Megaupload erlaubte es Nutzern, werbefinanziert oder gegen Premium-Accounts Daten auf die Serven zu laden und so mit einer großen Anzahl von Nutzern zu teilen. Da sich laut dem FBI unter den Inhalten auch wiederholt große Anzahlen illegaler Inhalte befanden, wurde die Seite Mitte Januar 2012 vom Netz genommen und der Gründer Kim Schmitz verhaftet. Momentan ist es jedoch aufgrund von Verfahrensfehlern nicht sicher, ob Kim Schmitz überhaupt jemals vor Gericht kommt.